# Curtiss XP-62
Curtiss XP-62 byl prototyp jednomotorového, jednomístného, silně vyzbrojeného stíhacího letounu, který vyvinula firma Curtiss-Wright Corporation pro americké letecké síly (USAC, předchůdce USAAF). Kontrakt, uzavřený 29. dubna 1941, požadoval první let prototypu do 15 měsíců. Bylo požadováno, aby měl tento nový stíhací letoun rychlost 468 mil, ve výšce 27 000 stop.

## Vývoj
Typ XP-62 byl poháněn dvouhvězdicovým, vzduchem chlazeným motorem Wright R-3350-17 „Duplex Cyclone“ o výkonu 2300 koní. Byl to nejtěžší motor, který byl do té doby použit při stavbě stíhacího letounu a stejný motor poháněl i tehdy vyvíjený těžký bombardér Boeing B-29 Superfortress. Motor roztáčel dvojici třílistých, protiběžných vrtulí. Jelikož měl typ operovat ve velkých výškách, byl vybaven turbokompresorem poháněným výfukovými plyny a přetlakovou kabinou. Bylo to poprvé, co byl americký jednomístný stíhací letoun s přetlakovou kabinou projektován už od počátku. Byl to dolnoplošník se zatahovacím podvozkem a ostruhovým kolečkem. Výzbroj měla být složena buď z osmi kanónů ráže 20 mm, anebo dvanácti kulometů ráže 12,7 mm. První prototyp byl označen XP-62 a druhý XP-62A.
V srpnu 1941 byly specifikace upraveny a požadovaná rychlost snížena na 721 km/h (448 mil v hodině), při vyšší hmotnosti letounu. V lednu 1942 bylo při revizi projektu rozhodnuto letoun odlehčit zmenšením výzbroje 4 z 8 kanónů a odmontováním zařízení, ochraňujícího vrtuli stroje před námrazou. Kontrakt na dodání prvních 100 kusů XP-62 byl podepsán 25. května 1942, tedy rok před záletem prototypu. Ale už 27. července 1942 byl kontrakt zrušen, protože by mohl ovlivnit dodávky továrnou Curtiss v licenci stavěných a v Evropě nutně potřebných, stíhaček Republic P-47 Thunderbolt.

## Testy
Problémy s přetlakovou kabinou a pohonným ústrojím letounu vedly k opoždění celého projektu. První prototyp, se sériovým číslem 41-35873, vzlétl až 21. července 1943, aniž by byla přetlaková kabina dokončena a byl testován jen krátce. Stavba druhého prototypu XP-62A byla zrušena 21. září 1943. Práce na typu probíhaly pomalu, až byl nakonec na podzim 1944 jako neperspektivní sešrotován. Protože byly testy prototypu omezené, nejsou známy ani plné parametry typu.

## Specifikace (XP-62)

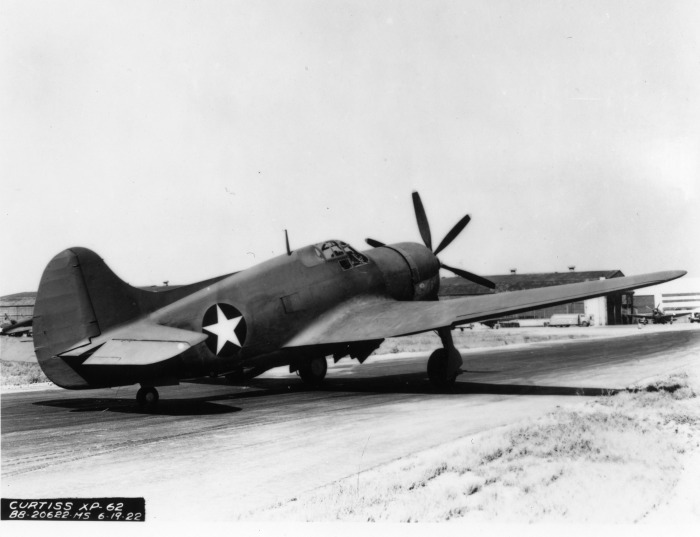
XP-62

Údaje dle

### Technické údaje
- Osádka: 1
- Délka: 12,05 m
- Rozpětí: 16,36 m
- Výška: 5,00 m
- Nosná plocha: 39,10 m²
- Plošné zatížení: 171 kg/m²
- Hmotnost prázdného stroje: 5345 kg
- Vzletová hmotnost: 6660 kg
- Maximální vzletová hmotnost: 7560 kg
- Pohonná jednotka: 1× hvězdicový motor Wright R-3350-17
  - Výkon pohonné jednotky: 2300 hp (1700 kW)

### Výkony
- Maximální rychlost v 8230 m: 720 km/h
- Maximální rychlost v 1525 m: 576 km/h
- Výstup do 4575 m: 6,9 min
- Dostup: 10 900 m
- Dolet: 2400 km

### Výzbroj
- 4 × 20mm letecký kanón[2]